# Чекман Іван Сергійович
Іва́н Сергі́йович Че́кман (нар. 4 жовтня 1936, с.Чаньків, Дунаєвецький район, Хмельницька область - 26 жовтня 2019) — радянський та український науковець, доктор медичних наук (1973), професор (1976). Учень та послідовник академіка О. І. Черкеса.
Член-кореспондент НАН України (обрано 11 квітня 1991, фармакологія). Член-кореспондент Академії медичних наук України (від 1993, фармакологія). Державна премія України (1986). Заслужений діяч науки і техніки України (1999). Почесний професор Тернопільського державного медичного університету імені І. Я. Горбачевського.

## Життєпис
У 1951 році вступив у Кам'янець-Подільське медичне училище, яке закінчив 1955 року, в 1961 році  закінчив Тернопільський державний медінститут.
Від 1966 року працює в Київському медичному інституті (нині — Національний медичний університет імені Олександра Богомольця), від 1974 року — завідувач кафедри фармакології з курсом клінічної фармакології, водночас від 1987 року — директор Київського науково-дослідного інституту фармакології та токсикології.
Написав наукові праці в галузі фізико-хімічної фармакології, токсикології, створення нових лікувальних засобів.
Працював головним лікарем дільничної лікарні у Волочиському районі Хмельницької області (1961—1963), аспірант (1963—1966), асистент (1966—1969), доцент (1969—1972), завідувач (від 1972) кафедри фармакології та клінічної фармакології Національного медичного університету ім. О. О. Богомольця. Кандидат медичних наук (1966), доцент (1970), доктор медичних наук (1973), професор (1976), член-кореспондент НАН (1991) і НАМН (1993).
Напрямки наукових досліджень присвячені вивченню загальної, спеціальної, клінічної та радіаційної фармакології, фармації, а також токсикології і фітотерапії. Проводить дослідження з нових напрямків науки: фізико-хімічна фармакологія, квантова фармакологія і нанофармакологія. Вперше встановив провідну роль комплексоутворення лікарських засобів з компонентами біомембран, як тригерний механізм первинного фармакологічного ефекту, що дозволяє вирішувати фундаментальні питання загальної і клінічної фармакології серцево-судинних, нейротропних і метаболітних препаратів.
Вивчає фармакологію препаратів рослинного походження. Встановив, що ефірні олії рослин мають властивість утворювати комплекси з ксенобіотиками, зменшувати їх токсичність та виводити з організму. Розробив композиції ефірних олій рослин і запропонував їх для застосування в клінічній практиці. Отримав оригінальний препарат рослинного походження — карбюлозу, що виводить радіонукліди, нітрати і солі важких металів з організму. Препарат рекомендований МОЗ України для широкого застосування в клінічній практиці. Дослідженнями з квантової фармакології встановив, що специфічна активність медикаментів зумовлена наявністю та особливістю розміщення реакційних центрів їх молекули від чого залежить лікувальна активність медикаментів. Суспензія високодисперсного кремнезему зменшує токсичність як ксенобіотиків, так і лікарських засобів. Оксиди наноміді та наносрібла проявляють більш виражену протимікробну дію, ніж звичайні сполуки даних металів. Проводить пошук антидотів проти хімічних речовин аліфатичної структури, фосфорорганічних похідних та ін. На основі біокисних метал-силікатних сполук розроблені оригінальні препарати, що не мають аналогів в світі, які можна застосовувати для дезінфекції, дезактивації та ідентифікації різних хімічних речовин.

## Нагороди
- орден Знак Пошани (1986).

## Доробок
Автор понад 900 наукових праць, в тому числі 67 монографій, довідників, підручників, посібників, словників, 20 методичних рекомендацій, 70 патентів. Підготував 22 докторів і 35 кандидатів медичних наук.

### Основні наукові праці
- Осложнения фармакотерапии. — К.: Здоров'я, 1980.
- Бронхиальная астма. — К, 1984.
- Прикладная иммунология. — К., 1984.
- Аутоиммунные процессы и их роль в клинике внутренних болезней. — К., 1985.
- Рецептурный справочник врача. — К., 1985.
- Физическая химия и клиническая фармакология сердечных гликозидов. — К.: Наукова думка, 1985. — (У співавторстві).
- Посібник з клінічної лабораторної діагностики. — К., 1992.
- Биохимическая фармакодинамика. — К.: Здоров'я, 1991.
- Клінічна фітотерапія. Природа лікує. — Київ: Рада, 2000.
- Кардиопротекторы. — К., 2005.
- Тиотриазолин, фармакологические свойства и клиническое применение. — Запорожье-Львов, 2005, (у співавторстві).
- Магнійвмісні препарати: фармакологічні властивості, застосування. — Запоріжжя-Київ, 2007, (У співавторстві).
- Метаболитотропные препараты. — Запорожье, 2007, (У співавторстві).
- Родина Нобелів. — Київ, 2007